# Kanalape
La playa Kanalape situada en el municipio vizcaíno de Gautéguiz de Arteaga, País Vasco (España), es una playa con arena oscura. Es conocida también como la playa de los enamorados.

## Área
- Bajamar: 100 000 m²
- Pleamar: 40 000 m²